# Caipora
 (mai 2018).
Si vous disposez d'ouvrages ou d'articles de référence ou si vous connaissez des sites web de qualité traitant du thème abordé ici, merci de compléter l'article en donnant les références utiles à sa vérifiabilité et en les liant à la section « Notes et références ».

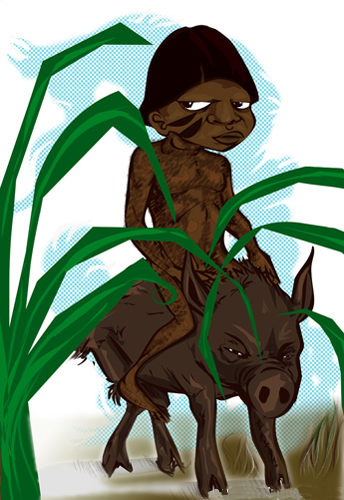
Caipora

Caipora (prononciation portugaise: [kajpɔɾɐ]) est une entité de la mythologie Tupi-Guarani au Brésil.
Le mot « caipora » vient du tupi et signifie « habitant de la forêt ».

## Description
Il est représenté comme un petit natif américain à la peau noire, nu avec une très longue crinière noire, fumant un cigare et très malicieux. Parfois Caipora est dépeint comme une fille et d'autres fois comme un garçon. La représentation de la créature varie entre les différentes régions du Brésil, et il est parfois confondue avec Curupira, qui est une autre créature mythologique qui protège la forêt. Curupira est souvent représenté comme un garçon aux cheveux roux, qui a ses pieds tournés vers l'arrière afin de tromper les traqueurs.
Dans certaines régions, les tribus indigènes croyaient que le Caipora avait peur de la lumière. Pour cette raison, ils se promenaient dans la forêt et se protégeaient en utilisant des torches. Certains disent qu'il chevauche un grand pécari tenant un bâton. Dans certaines autres régions du Brésil, le Caipora est considéré comme un cannibale, il mangeait tout ce qui est la chasse, même les plus petits insectes.
Le Caipora est connu comme un habitant de la forêt, comme un roi des animaux de toutes sortes et très vengeur de chasseurs qui ne respectent pas les règles de «fair-play» lors de la chasse. On lui dit qu'il effraie les proies et «masque» les traces des animaux ou perd les chasseurs dans la jungle. Elle désoriente les chasseurs en simulant les bruits des animaux et en laissant des traces fausses.
Selon une croyance populaire, son activité s'intensifie sur les jours où la chasse n'est pas censée avoir lieu, donc les vendredis, dimanches et les jours religieux. Les croyances religieuses interdisent la chasse certains jours, mais il y a des rumeurs sur les moyens de tromper le protecteur de la forêt. On sait que Caipora aime la fumée, donc les jeudis soir les chasseurs laissent la fumée près d'un tronc d'un arbre et disent : « Toma, Caipora, deixa eu ir embora » (« Allez, Caipora, laissez-moi partir »),. La bonne chance des chasseurs est aussi due aux cadeaux propitiatoires qui ont été offerts à la créature.